# Kenny Everett
Kenny Everett, född Maurice Cole 25 december 1944 i Seaforth, Merseyside, Lancashire, död 4 april 1995 i London, var en engelsk radiopratare, DJ och TV-programledare.
Everett började sin karriär som radio-DJ på piratradiostationen Wonderful Radio London 1964. Efter att stationen förbjöds i augusti 1967 gick han över till BBC Radio 1. Han var anställd av BBC till och från, men fick på grund av sin frispråkighet lämna sitt arbete under perioder. Från 1973 var han anställd vid den kommersiella radiokanalen Capital Radio där han hördes fram till 1994. På TV-kanalen Thames Television ledde han från 1978 programmet The Kenny Everett Video Show som innehöll musik och sketcher.
Politiskt stödde han öppet Konservativa partiet, och medverkade 1983 i partiets valkampanj.
Everett diagnostiserades med HIV 1989, och dog till följd av AIDS 1995.